# Бенгт Берндтссон
Бенгт Ріно Берндтссон (швед. Bengt Ryno Berndtsson, 26 січня 1933, Гетеборг, Швеція — 4 червня 2015, там же) — шведський футболіст, що грав на позиції нападника.
Виступав, зокрема, за клуб «Гетеборг», а також національну збірну Швеції.
Дворазовий чемпіон Швеції. 

## Клубна кар'єра
У дорослому футболі дебютував 1950 року виступами за команду клубу «Гетеборг», кольори якої і захищав протягом усієї своєї кар'єри гравця, що тривала цілих двадцять років. 
Помер 4 червня 2015 року на 83-му році життя у місті Гетеборг.

## Виступи за збірну
16 травня 1956 року дебютував в офіційних матчах у складі національної збірної Швеції в Сольні в товариському матчі проти збірної Англії (0:0). Перший гол за «Тре крунур» забив 26 жовтня 1958 року в сьомому своєму матчі зі збірною Данії (4:4). Протягом кар'єри у національній команді, яка тривала 9 років, провів у її формі 29 матчів, забивши 5 голів.
У складі збірної був учасником чемпіонату світу 1958 року у Швеції, де разом з командою здобув «срібло».

## Титули і досягнення
- Віце-чемпіон світу: 1958
- Чемпіон Швеції (2):

«Гетеборг»: 1957-58, 1969